# (43224) Tonypensa
(43224) Tonypensa est un astéroïde de la ceinture principale.

## Description
(43224) Tonypensa est un astéroïde de la ceinture principale. Il fut découvert le 8 janvier 2000 à Socorro (Nouveau-Mexique) par le projet LINEAR. Il présente une orbite caractérisée par un demi-grand axe de 2,67 UA, une excentricité de 0,17 et une inclinaison de 12,8° par rapport à l'écliptique.

## Compléments